# Roald Hoffmann
Pour les articles homonymes, voir Hoffmann.
Roald Hoffmann, né Roald Safran, le 18 juillet 1937 à Zolotchiv en Pologne, est un chimiste américain. Il est colauréat avec Ken'ichi Fukui du prix Nobel de chimie de 1981.

## Biographie
Roald Hoffmann est le fils de l'institutrice Clara née Rosen et de l'ingénieur civil Hillel Safran, Juifs de Zolotchiv (Galicie) en Autriche-Hongrie avant d'appartenir à la Pologne. Il est nommé d'après l'explorateur Norvégien Roald Amundsen.

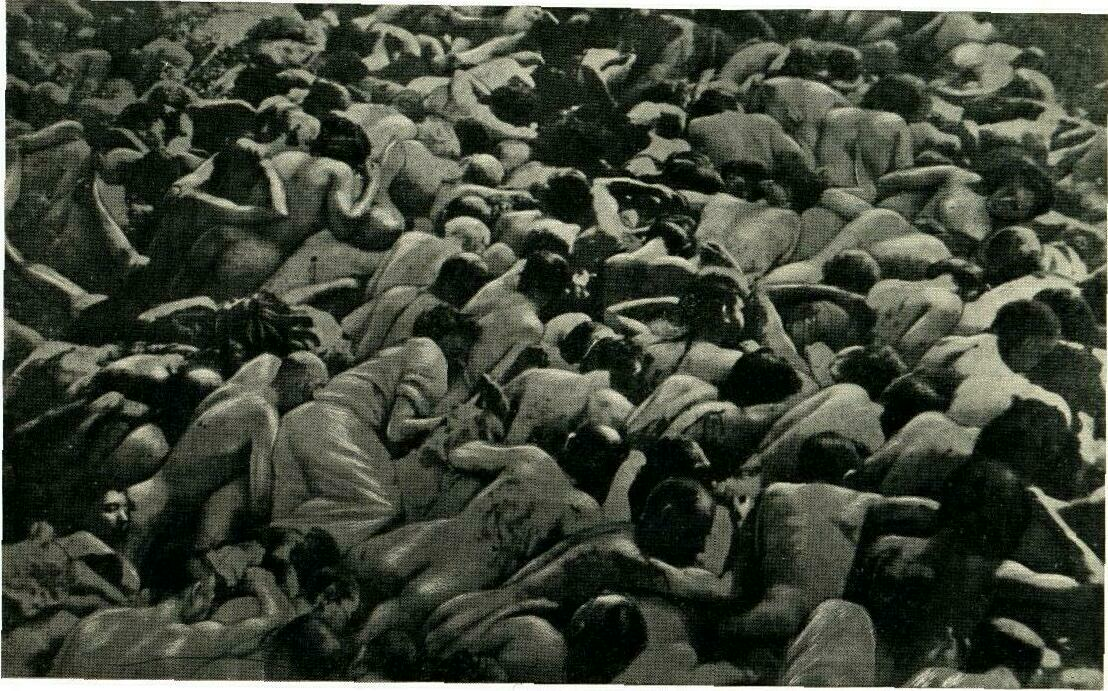
Shoah par balles près de Zolotchiv, 1944

Quand l'anéantissement de la communauté juive polonaise débute, sa famille Safran se retrouve dans un ghetto puis un camp de travail. Ses parents le font sortir en contrebande au début de 1943, puis il est caché dans le grenier d'une école dans un village ukrainien. Son père resté dans le camp est tué par les nazis en juin 1943. La plupart du reste de sa famille est également exterminée. Avec sa mère, il est libéré par l'Armée rouge en juin 1944. 
Ils déménagent à Przemysl puis à Cracovie où il peut finalement aller à l'école. Sa mère se remarie avec Paul Hoffmann qui l'élève comme un fils. En 1946, ils quittent la Pologne pour la Tchécoslovaquie puis pour un camp de personnes déplacées à Bindermichl près de Linz, en Autriche. L'année suivante, ils vont dans un autre camp à Wasseralfingen bei Aalen en Allemagne puis à Munich en Bavière. Finalement, ils gagnent les États-Unis en 1949 où Roald qui a 12 ans apprend sa sixième langue.
Après une scolarisation à Brooklyn, il étudie à la Stuyvesant High School des sciences. Sa sœur cadette Elinor naît en 1954. En 1955, il étudie à Columbia College en tant qu'étudiant premedical, tout en travaillant l'été au Bureau national des normes à Washington et au Laboratoire national de Brookhaven.

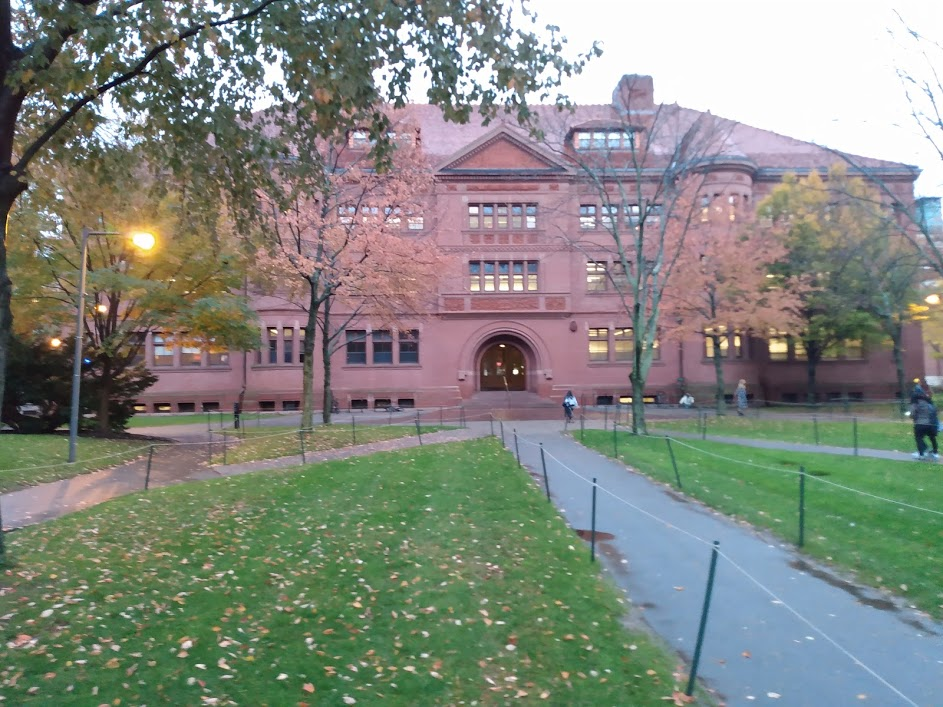
Université Harvard

En 1958, il commence des études supérieures à l'université Harvard. En 1959, il obtient une bourse du groupe Quantum Chemistry PO Löwdin à Uppsala en Suède pour assister à une école d'été à Lidingö, une île à l'extérieur de Stockholm. Il y rencontre Eva Börjesson avec laquelle il se marie l'année suivante.
Il retourne à Harvard puis part avec son épouse pour un an en Union soviétique où il travaille à l'université de Moscou. Il s'intéresse à la langue et à la culture russe.
En revenant aux États-Unis, il commence à travailler avec WN Lipscomb qui venait d'arriver à Harvard, en même temps que la mise en service d'ordinateurs. Il débute un travail sur des molécules organiques.

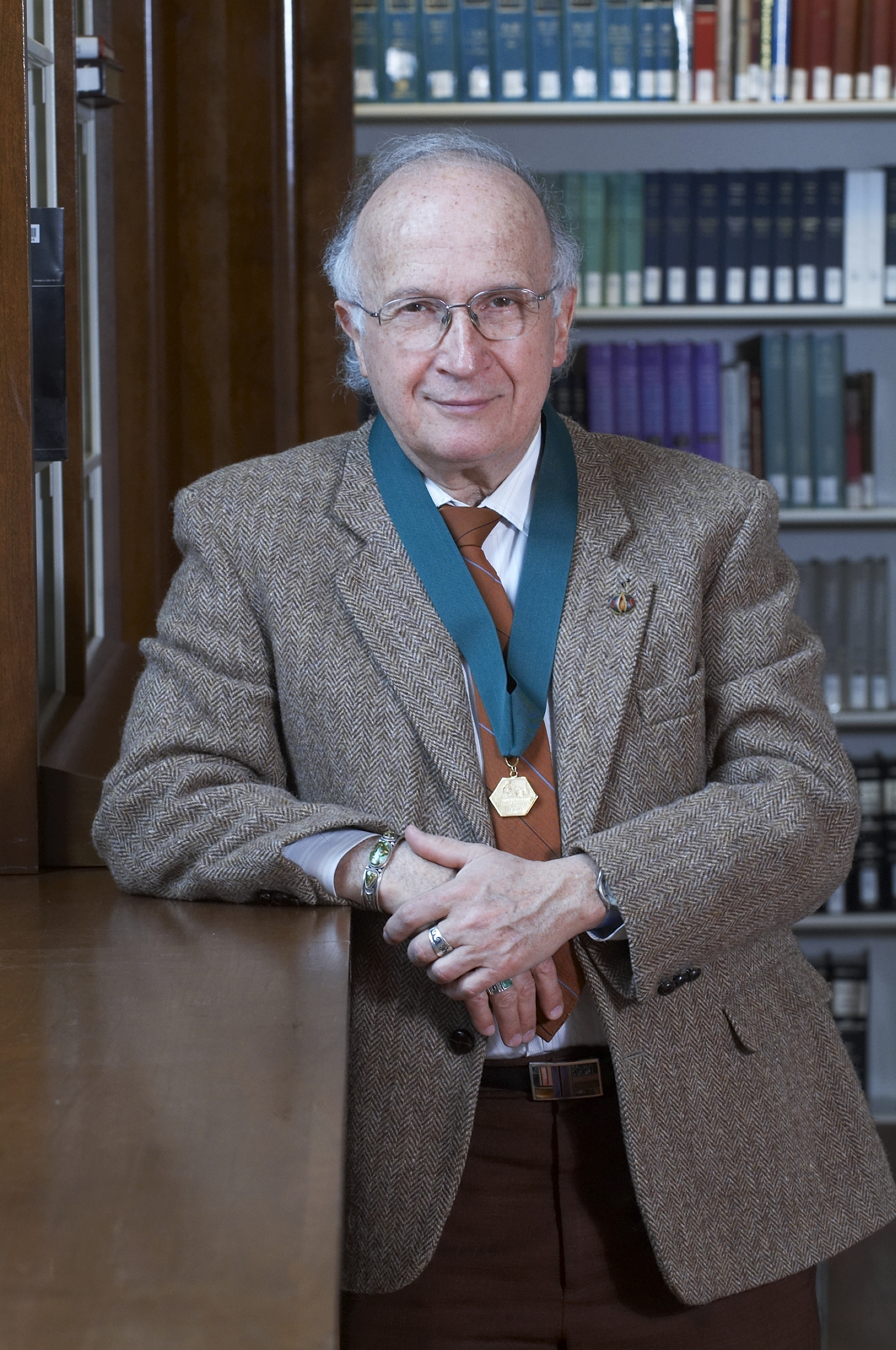
Roald Hoffmann avec sa médaille d'or à l'American Institute of Chemists, reçue en 2006 au Chemical Heritage Foundation

En 1962, il obtient son doctorat à Harvard puis il choisit de travailler chez Junior Fellowship. Les trois années qui ont suivi dans la société (1962-1965) lui permettent de passer de la théorie à la théorie appliquée, en particulier à la chimie organique. 
Entre 1963 et 1965, ses enfants, Hillel Jan et Ingrid Helena, naissent.
En 1963 il propose la méthode de Hückel étendue, une des premières méthodes pour effectuer des calculs numériques de la structure électronique moléculaire en tenant compte des orbitales σ ainsi que des orbitales π. (La méthode de Hückel originale ne considère que les électrons pi.)
Hoffmann obtint en 1965 une chaire à l'université Cornell à Ithaca dans l'État de New York.
En collaboration avec le chimiste organicien Robert Burns Woodward, il propose les règles de Woodward–Hoffmann qui permettent de prévoir la stéréochimie des produits des réactions organiques. Pour ce travail, Hoffmann reçoit le prix Nobel de chimie en 1981, colauréat avec Ken'ichi Fukui (après le décès de Woodward). Le comité du prix Nobel cite les deux colauréats « pour leurs théories, développées indépendamment, sur les mécanismes des réactions chimiques ».
Il poursuit ses travaux et en 1986-1988, il participe à la production d'un cours d'introduction à la chimie à la télévision, « Le monde de la chimie », série de 26 épisodes développés à l'université du Maryland, dont il est le présentateur. La série est diffusée sur PBS en 1990 et sera aussi vue dans de nombreux autres pays.

### Poésie et littérature

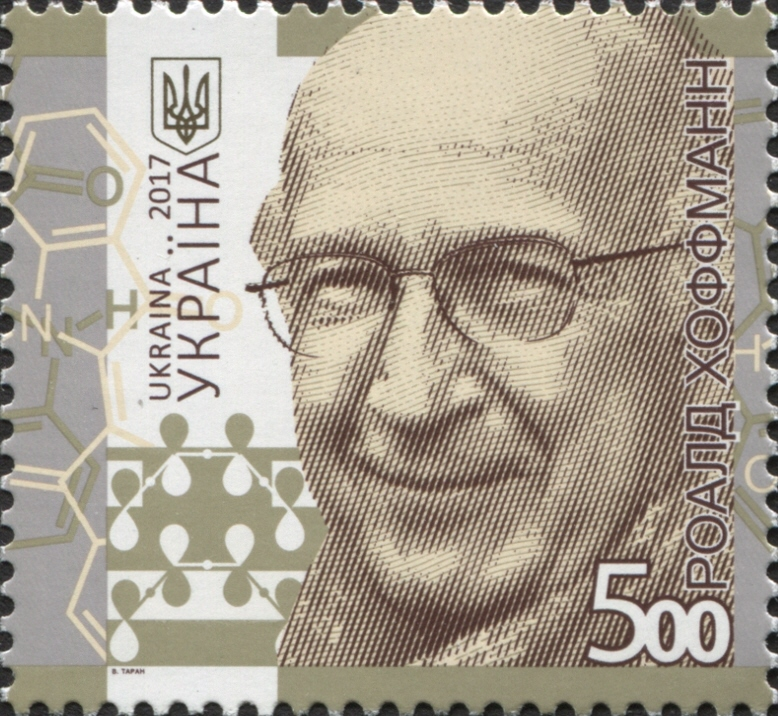
Timbre ukrainien, 2017

Dès les années 1950, il s'intéresse à la poésie et marque par la suite du goût pour la littérature allemande et russe. Il  commence à écrire de la poésie au milieu des années 1970, mais son premier poème est publié en 1984. Ses poèmes paraissent dans de nombreux magazines et sont traduits en français, portugais, russe et suédois. Sa première collection « L'État métamicte », est publiée une première fois par l'université de Central Florida Press en 1987, tout comme sa deuxième collection, « Les lacunes et les Verges », publiée en 1990. Ses articles sur la poésie paraissent dans Literaturnaya Gazeta et dans les ouvrages d'étude de la littérature juive américaine. Il reçoit la bourse Pergamon Press en littérature en 1988 à Woodside en Californie où il réside pendant trois ans.
Il conçoit qu'il est plus difficile d'être poète que scientifique, en considérant que dans la meilleure revue chimique du monde, le taux d'acceptation des articles est de 65 %, pour les communications de 35 %, alors que dans une banale revue littéraire, le taux d'acceptation des poèmes est inférieure à 5 %.

## Distinctions et récompenses
- 1969 : ACS Award in pure chemistry
- 1973 : prix Arthur C. Cope
- 1981 : prix Nobel de chimie et médaille William-H.-Nichols
- 1986 : NAS Award in Chemical Sciences
- 1990 : médaille Priestley
- 1998 : médaille Kołos